# Festuca rivas-martinezii
Festuca rivas-martinezii là một loài thực vật có hoa trong họ Hòa thảo. Loài này được Fuente & Ortúñez mô tả khoa học đầu tiên năm 1994.